# El diluvio de Noé
El diluvio de Noé (título original en inglés, Noye's Fludde) es una ópera en un acto con música de Benjamin Britten y texto de un misterio del siglo XV del ciclo de misterios de Chester. Britten musicó esta obra medieval en el año 1957 basándose en una edición de Alfred W. Pollard. La ópera de Britten, con número de opus 59, está escrita para ser representada en una iglesia o en un amplio salón — pero no en un teatro (exigencia de Britten) — por un reparto principalmente de aficionados.
La orquesta exige un pequeño conjunto concertino formado por quinteto de cuerdas, flauta dulce, piano (a cuatro manos), órgano y timbales. La orquesta de relleno aficionada exige cuerdas, flautas dulces, clarines, campanillas y percusión. El público, al que Britten se refiere como la "congregación", es invitado a unirse cantando juntos en los tres himnos insertados en el texto original.
La primera representación se dio el 18 de junio de 1958 en Orford Church, Suffolk, como parte del Festival de Aldeburgh, con el English Opera Group y un reparto local.
Esta obra rara vez se representa en la actualidad; en las estadísticas de Operabase aparece con sólo 7 representaciones en el período 2005-2010.

## Personajes
| Personaje                                         | Tesitura      | Raprto del estreno, 18 de junio de 1958 (Director: Charles Mackerras) |
| ------------------------------------------------- | ------------- | --------------------------------------------------------------------- |
| Voz de Dios                                       | papel hablado | Trevor Anthony                                                        |
| Noye                                              | bajo-barítono | Owen Brannigan                                                        |
| Mrs. Noye                                         | contralto     | Gladys Parr                                                           |
| Sem                                               | tiple         | Thomas Bevan                                                          |
| Ham                                               | tiple         | Marcus Norman                                                         |
| Jaffett                                           | tiple         | Michael Crawford                                                      |
| Mrs. Sem                                          | niña soprano  | Janette Miller                                                        |
| Mrs. Ham                                          | niña soprano  | Katherine Dyson                                                       |
| Mrs. Jaffett                                      | niña soprano  | Marilyn Baker                                                         |
| Mrs. Noye's Gossips                               | niñas soprano |                                                                       |
| Coro de niños de animales y pájaros; congregación |               |                                                                       |